# Церковь Святой Марии Магдалины (Дармштадт)
Це́рковь святой равноапостольной Мари́и Магдали́ны (нем. Russische Orthodoxe Kirche der hl. Maria Magdalena) — православный храм в Дармштадте.
Храм относится к Германской епархии Русской православной церкви заграницей.
Настоятель храма — Митрополит Марк (Арндт).
Священник — протоиерей Иоанн Гринчук.

## История
Решение построить церковь в Дармштадте было вызвано желанием Николая II и Александры Фёдоровны (урождённой принцессы Гессен-Дармштадтской) иметь возможность посещать православный храм во время пребывания в родном городе императрицы.
Закладка постоянного храма совершена была протопресвитером Иоанном Янышевым 4 (16) октября 1897 года в присутствии императорской и герцогской семей. В основание церкви была привезена земля, собранная в нескольких губерниях Российской империи.
Храм был построен на личные средства императорской семьи. На строительство было истрачено личных средств императора на сумму 310 000 рублей. Автором проекта является архитектор Л. Н. Бенуа; строительство велось под непосредственным руководством архитектора Густава Якоби, а затем его помощника — Фридриха Оллериха.
26 сентября (8 октября) 1899 года церковь была освящена во имя святой Равноапостольной Марии Магдалины. На торжестве снова присутствовали русские император и императрица. Однако внутренняя отделка храма (мозаичное оформление) продолжалась до октября 1903 года.
Изначально храм считался домовой церковью царской семьи. Указом от 14 (27) февраля 1904 года храм был передан Министерству иностранных дел.
Богослужения в храме стало совершать духовенство Висбаденской церкви. В основном проведение служб было связано с визитами царской семьи и празднованием дней памяти их святых покровителей, а также храмового праздника. В Дармштадтском храме в 1903 году было совершено венчание принца Андреаса Греческого и принцессы Алисы фон Баттенберг Последнее богослужение для царской семьи было совершено здесь в 1910 году.
В 1914 году в здании под руководством Ф. Оллериха был сделан косметический ремонт.
С началом Первой мировой войны церковь была закрыта. Всё золочёное убранство, колокола, часть кровли и витражи были конфискованы как «имущество врага». Сам храм перешёл под «принудительное управление». В связи с тем, что были сняты кровля и водостоки, внутрь здания попадало много воды. Повреждения, вызванные влагой, были устранены в 1920-е годы.
После войны богослужения в храме проходили редко. Как правило, они были посвящены торжественным событиям. С 1930-х годов традиционно служится панихида в день убиения Царской семьи.
В 1922—1930 годах храм находился в юрисдикции Управляющего русскими приходами в Западной Европе Русской православной церкви. С переходом митрополита Евлогия (Георгиевского) в Константинопольский патриархат, в Западноевропейском экзархате русских приходов в 1938 году храм в Дармштадте был передан «Епархии православных епископов Берлина и Германии» Русской православной церкви за границей.
Значительный ущерб был нанесён храму бомбардировками в 1944 году. Кроме того, в период войны церковь лишилась драгоценной утвари: часть была украдена, а другая — передана на хранение в Дармштадтский музей.
В августе 1945 года начались богослужения в лагерной церкви Дармштадта. Священник храма, протоиерей Тихон Киричук, инициировал косметической ремонт Мариинской церкви, который был закончен к октябрю. В конце 1945 года в церкви прошло первое богослужение. Община в тот период насчитывала около 300—400 православных христиан различных национальностей. До середины 1950-х годов общиной руководил один священник, затем её также окормляло духовенство из Мюнхена, Франкфурта, Висбадена. С 1950-х годов количество прихожан резко уменьшилось, к 1955 году были закрыты основные лагеря для беженцев.
Первый капитальный ремонт храма был проведён в 1954—1955 годах при финансовой поддержке городских и федеральных властей. 7 мая 1955 года храм был заново освящён архиепископом Александром (Ловчим).
С конца 1950-х годов Дармштадтский храм стал церковным центром для областей Мангейм-Хайдельберг, Майнц-Вормс и Мильтенберг-Ашафенбург. Постоянная община насчитывала 250—300 верующих.
Во время капитального ремонта, проведённого в 1970-е годы, были реконструированы крыша и кирпичная кладка, позлащены купола и коньки. Работы, общей стоимостью более 300 000 немецких марок, были проведены благодаря пожертвованиям, поступившим в том числе и от города Дармштадта, федеральной земли Гессен, принцессы Маргарет Гессенской и Рейнской, Евангелической земельной церкви Гессен-Нассау и католической епархии Майнца. 23 октября 1976 года состоялось освящение возобновлённого храма епископами Штутгартским Павлом (Павловым) и Западноевропейским Лаврентием (Трифуновичем).
С 1987 года богослужения в храме стали проводиться каждые две недели и по праздникам. В общине состоят русские, сербы, греки и немцы из Дармштадта и окрестностей.
Долгое время в храме не был возможен звон колоколов в связи с аварийным состоянием колокольни. Последняя реставрация произошла в 2003—2005 годах.

## Архитектура, убранство
Церковь стала первой постройкой на Матильденхёе (Mathildenhöhe). В настоящее время вокруг храма расположен ансамбль Колонии художников в стиле модерн. Храм был построен в раннем ярославском стиле, его прообразом послужила Бад-Хомбургская церковь Всех Святых.
Церковь выстроена из красного кирпича. Фасады украшены позолоченным фризом и изразцами в форме луковицы с русским двуглавым орлом. Наружные изразцы и напольную плитку изготовила фирма «Villeroy & Boch» в Метлахе. В оформлении храма использовался также кавказский мрамор.
В центре здания на высоком барабане возвышается золочёная луковичная глава. Колокольня устроена в южной части храма.
На внешних стенах храма находятся изображения святых:
- На северной стене — святой великомученицы Александры, святых праведных Захарии (на лбу у него повязка с надписью «Святость принадлежит Иегове») и Елисаветы.
- На абсиде — икона Божией Матери Курская (в верхней части) и Господа Вседержителя.
- На колокольне — святого благоверного князя Александра Невского (в верхней части) и преподобного Сергия Радонежского (над боковым входом).
- На южной стене — святителя Николая Чудотворца.

Главный вход оформлен в виде крыльца с треугольным фронтоном, в котором расположено мозаичное изображение святой Равноапостольной Марии Магдалины (ниже небольшое — святой Равноапостольной великой княгини Ольги).
Иконостас, антиминс, хоругви и дубовый ковчежец с плащаницей были привезены из Лондона, из домовой церкви великой княгини Марии Александровны, герцогини Саксен-Кобург-Готтской.
Образа для дубового иконостаса написал иконописец Карл Тимолеон Нефф. В связи с тем, что Дармштадтский храм был менее Лондонского, иконостас был «урезан».
В апсиде находится мозаика, изображающая Богоматерь, восседающую с младенцем Христом на Небесном престоле в окружении ангелов. В алтарном своде помещён текст хвалебной песни: «Величит душа Моя Господа, и возрадовася дух Мой о Бозе, Спасе Моем». Эта мозаика, а также мозаика вне храма, была выполнена художником В. А. Фроловым по эскизам В. М. Васнецова. В. М. Васнецов также является автором эскизов внешних мозаик, орнаментов на стенах и сводах, и двух хоругвей. Орнаменты были выполнены художниками В. Т. Перминовым и Кузиком.
Икона Казанской Божьей Матери, выставленная перед иконостасом, первоначально принадлежала великой княгине Елизавете Фёдоровне, затем некоему монаху Серафиму, который передал её шведской королеве Луизе. Королева, урождённая фон Баттенберг, завещала образ Дармштадтской церкви, где венчались её родители.
Под церковью устроена так называемая «общинная комната».